# پارک ملی جزایر چنل
پارک ملی جزایر چنل (به انگلیسی: Channel Islands National Park) پارکی طبیعی در ایالت کالیفرنیا در ایالات متحده آمریکا است.
این پارک ۱۰۱۰ کیلومتر مربع وسعت دارد.

## نگارخانه

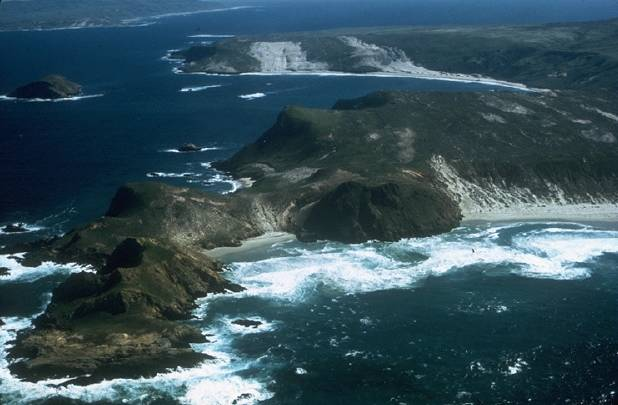
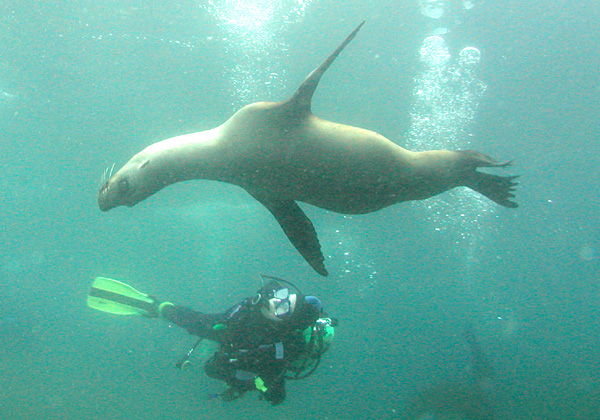
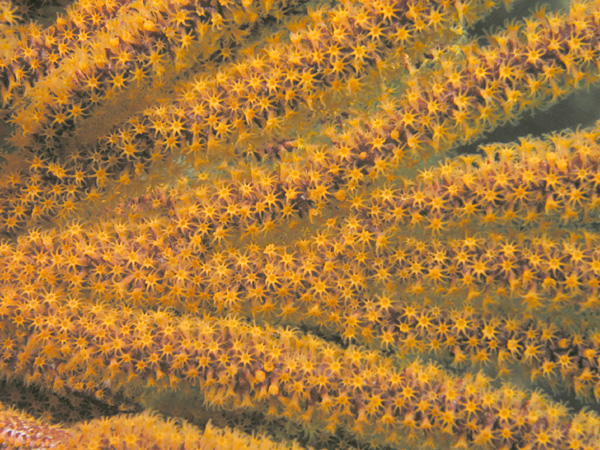
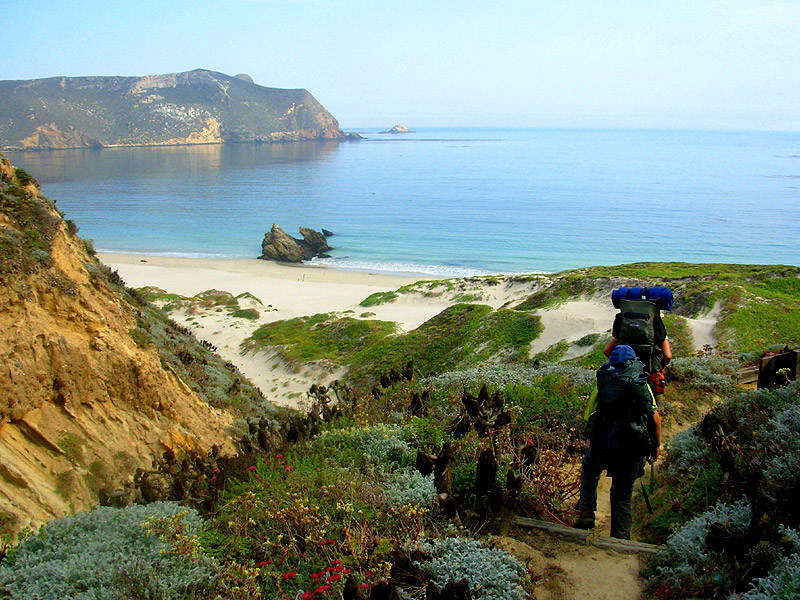

## وب‌گاه‌های مربوطه
- وب‌گاه رسمی